# David Wilczewski
David „Dave“ Wilczewski (* 9. Juni 1952 in Boston; † 22. August 2009 in Stockholm) war ein amerikanischer Saxophonist des Fusionjazz.
Wilczewski studierte am New England Conservatory of Music, wo er 1975 seinen Bachelor erhielt. Während seines Studiums in Boston spielte er mit Steve Smith, Mike Stern und Tim Landers, mit denen er die Band Vital Information gründete. Nach seinem Studium tourte er mit Marvin Gaye, Tavares, Al Kooper und Harvey Mason. 1982 zog er nach Stockholm, um von dort aus mit Vital Information, Don Cherry, Vinnie Colaiuta, Bobo Stenson, Herbie Hancock, Nils Landgren, Peter Erskine, aber auch mit Brian Wilson zu spielen. Unter eigenem Namen veröffentlichte er 1989 das Album I Dont Know Betty But I Think You Can Dance to It und 2006 das Album Room in the Clouds. Als Studiomusiker war er an mehr als 200 Alben beteiligt.